# Naissance en 1363
Naissance
- 1359
- 1360
- 1361
- 1362
- 1363
- 1364
- 1365
- 1366
- 1367

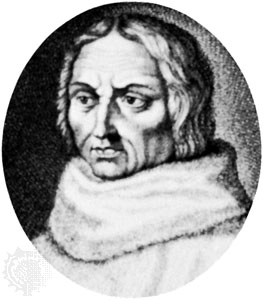
Jean de Gerson, née en 1363.

Cette page dresse une liste de personnalités nées au cours de l'année 1363  :
- 2 juillet : Marie Ire de Sicile, reine de Sicile.
- 13 décembre : Jean de Gerson, universitaire, théologien, prédicateur, homme politique français.

- Marguerite de Bavière, duchesse de Bourgogne.
- Jean II de Berry, comte de Montpensier.
- Éléonore de Castille, infante de Castille, reine consort de Navarre.
- Denis de Glouchitsa, saint et vénérable de Russie, fondateur et l'higoumène de plusieurs monastères sur les rives de la rivière Glouchitsa, dans la région de Vologda.
- Amédée de Piémont, seigneur de Piémont et prétendant à la principauté d'Achaïe ou Morée.
- Taddeo di Bartolo, peintre italien.
- Thomas Langley, évêque de Londres, archevêque d'York puis évêque de Durham.
- Jochū Tengin, moine Zen Sōtō.
- Agnès Visconti, noble italienne, dame de Mantoue.
- Zeami, théoricien du théâtre Nô au Japon.

date incertaine (vers 1363)
- André de Luxembourg, évêque de Cambrai.

## Crédit d'auteurs
- Cet article est partiellement ou en totalité issu de l'article intitulé « 1363 » (voir la liste des auteurs).